# Estació de Brompton Road
Brompton Road és una estació tancada del metro de Londres de la línia Piccadilly. Es troba entre Knightsbridge i South Kensington. L'estació es trobava entre Brompton Road i Cottage Place i es va obrir el 1906 per Great Northern, Piccadilly and Brompton Railway (GNP&BR).

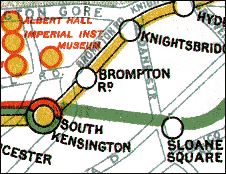
Brompton Road en un mapa de 1912